# Carapelle Calvisio
Carapelle Calvisio község (comune) Olaszország Abruzzo régiójában, L’Aquila megyében.

## Fekvése
A megye északnyugati részén fekszik. Határai: Calascio, Capestrano, Caporciano, Castelvecchio Calvisio, Isola del Gran Sasso d’Italia, Navelli, San Pio delle Camere és Santo Stefano di Sessanio.

## Története
Első írásos említése a 8. századból származik, amikor a San Vincenzo al Volturno-apátság birtoka volt. A következő századokban nemesi birtok volt. Önállóságát a 19. század elején nyerte el, amikor a Nápolyi Királyságban felszámolták a feudalizmust.

## Népessége
A népesség számának alakulása:

## Főbb látnivalói
- San Francesco d’Assisi-templom
- San Pancrazio-templom
- Santi Maria e Vittorino-templom